# Bracon smithii
Bracon smithii är en stekelart som beskrevs av Dalla Torre 1898. Bracon smithii ingår i släktet Bracon och familjen bracksteklar. Inga underarter finns listade.